# Аполо 16
Аполо 16 била је десета мисија у оквиру Аполо програма са људском посадом, пета мисија са људском посадом на Месецу. Командант мисије био је Џон В. Јанг, пилот лунарног модула био је Чарлс Дјук, а пилот командог модула био је Томас К. Матингли. Мисија је трајала 11 дана, 1 сат, и 51 минуту.
Летелица Аполо 16 лансирана је успешно из Свемирског центра Џон Ф. Кенеди 16. април 1972. Посада је успешно летелицу довела на Месец те је током боравка на њему обавила пуно занимљивих експеримената и узела много узорака тла. Нарочито су били занимљиви узорци тла са руба 1 кратера који је настао ударом метеора. На месечевој површини су Џон В. Јанг и Чарлс Дјук обавили три шетње у укупном трајању од 20 сати и 17 минута. Свеукупно њих двојица су на Месец у провели 71 сат. Након обављеног задатка месечев модул успешно се одвојио од месечеве површине и спојио са командним модулом. Кад се летелица нашла у орбити око месеца посада је открила квар на мотору командног модула. Стога је командни модул отпуштен, а наставак пута је прошао без њега. Летелица је на Земљу успешно слетела 27. април 1972. у близини Ускршњег острва у Тихом Океану.

## Посада
- Џон В. Јанг - Вођа посаде
- Томас К. Матингли - Пилот командног модула
- Чарлс Дјук - Пилот лунарног модула